# Casa-Museo Marta Ortigão Sampaio
La Casa-Museo Marta Ortigão Sampaio (en portugués: Casa-Museu Marta Ortigão Sampaio) es una casa-museo de época situada en la Rua de Nossa Senhora de Fátima 291/299, en Oporto, Portugal.

## Historia
En 1958, tras la muerte de su marido, Armando Fernandes Sequeira, la pintora y coleccionista de arte Marta Ortigão Sampaio, que vivía en la Quinta de São Mamede Infesta, en Matosinhos, encargó al arquitecto José Carlos Loureiro un edificio de estilo modernista en la ciudad de Oporto, destinado a su residencia, con la idea de instalar allí más tarde una casa-museo. Al ser pariente por parte paterna del escritor Ramalho Ortigão y sobrina por parte materna de las pintoras Aurélia de Sousa y Sofía Martins de Sousa, su patrimonio personal incluía una importante colección de numerosas obras de arte, muebles, ropa, fotografías y otros objetos personales de finales del siglo XIX y principios del XX, así como varias pinturas, dibujos y obras literarias de otros autores portugueses coleccionadas por ella en vida.
Veinte años más tarde, en 1978, por testamento, Marta Ortigäo legó la casa y sus colecciones, heredadas y ampliadas por ella, al Ayuntamiento de Oporto.
En 1996 se abrió al público la Casa-Museo Marta Ortigão Sampaio. Ya en 2017 el espacio se sometió a una profunda recalificación bajo la dirección del arquitecto Camilo Rebelo con el objetivo de hacer el museo más accesible para todos los visitantes; se realizaron obras durante siete meses con el fin de facilitar el acceso y uso de todas sus infraestructuras a las personas con movilidad reducida instalándose también un ascensor con acceso a todas las plantas del museo, reabriéndose al público en julio de ese mismo año.

## Estado
Incorporada al Museo de la Ciudad de Oporto, la Casa-Museo Marta Ortigão Sampaio cuenta con varias exposiciones permanentes de pintura, joyas de estilo ilustrado y tradición popular, armas, una biblioteca especializada en libros de arte, mobiliario de influencia francesa, inglesa e indoportuguesa, prendas de ropa de época, como sombreros y abanicos, y otras obras de arte decorativo, como estatuillas, objetos de cerámica, cristalería y lámparas del siglo XIX o incluso art decó y art nouveau, que evocan el ambiente romántico que rodeaba a esta influyente familia de la burguesía de Oporto durante la primera mitad del siglo XX.
La colección de pintura expuesta de forma permanente está formada por obras de estilo naturalista de pintores portugueses como Silva Porto, Carlos Reis, Artur Loureiro, Marques de Oliveira, Roque Gameiro, José Malhoa, Souza Pinto y otros, y también se expone en dos salas exclusivas la mayor colección pública de pintura naturalista con influencias realistas, impresionistas y postimpresionistas de las hermanas y pintoras Aurélia y Sofia Martins de Souza.
Con la reforma de 2017, además de las dos salas con obras de los pintores y tías de Marta Ortigão Sampaio, se creó un espacio donde se exponen los materiales de pintura y dibujo que Aurélia y su hermana Sofia utilizaban, haciendo también referencia a los trabajos fotográficos realizados por la primera, no sólo en su tiempo libre, sino también como modelo o ejercicio de borrador para utilizar posteriormente en sus obras.
La colección de joyería, de uso personal, con algunas piezas transmitidas entre varias generaciones de la familia, muestra unas trescientas que van desde el siglo XVII hasta el siglo XX. Hay algunas joyas en oro trabajado por los orfebres del norte de Portugal o con piedras preciosas importadas de Brasil. Está considerada la mayor colección privada de joyas de Portugal.
Además de la casa, el museo dispone de un jardín de acceso libre con un pequeño estanque con nenúfares, y también cuenta con varios restos arquitectónicos trabajados que pertenecieron al antiguo convento de São Bento de Avé-Maria, adquiridos por Vasco Ortigão Sampaio en una subasta pública. A su alrededor se encuentra un plantel de flores y árboles de diferentes partes del mundo, como magnolias, camelias, cedros de Atlas, laureles, eucaliptos, bambúes, melaleucas y diversas especies frutales, como naranjos, nísperos y nogales.